# Brice Roger
Brice Roger (Bourg-Saint-Maurice, 9 augustus 1990) is een Franse alpineskiër. Hij vertegenwoordigde zijn vaderland op de Olympische Winterspelen 2018 in Pyeongchang.

## Carrière
Roger maakte zijn wereldbekerdebuut in januari 2011 in Chamonix. In december 2011 scoorde de Fransman in Bormio zijn eerste wereldbekerpunt. In december 2012 behaalde hij in Val Gardena zijn eerste toptienklassering in een wereldbekerwedstrijd. Tijdens de wereldkampioenschappen alpineskiën 2013 in Schladming eindigde Roger als vijftiende op de afdaling, op de supercombinatie wist hij niet te finishen. In Beaver Creek nam de Fransman deel aan de wereldkampioenschappen alpineskiën 2015. Op dit toernooi eindigde hij als twaalfde op de Super G. In maart 2015 stond hij in Méribel voor de eerste maal in zijn carrière op het podium van een wereldbekerwedstrijd. Op de wereldkampioenschappen alpineskiën 2017 in Sankt Moritz eindigde Roger als tiende op de afdaling en als achttiende op de Super G. Tijdens de Olympische Winterspelen van 2018 in Pyeongchang eindigde de Fransman als achtste op de afdaling en als negentiende op de Super G.

## Resultaten

### Olympische Winterspelen
| Jaar | Plaats      | Onderdeel               |
| ---- | ----------- | ----------------------- |
| 2018 | Pyeongchang | 8e Afdaling 19e Super G |

### Wereldkampioenschappen
| Jaar | Plaats       | Onderdeel                        |
| ---- | ------------ | -------------------------------- |
| 2013 | Schladming   | 15e Afdaling DNF Supercombinatie |
| 2015 | Beaver Creek | 12e Super G                      |
| 2017 | Sankt Moritz | 10e Afdaling 18e Super G         |
| 2019 | Åre          | 7e Super G 19e Afdaling          |

### Wereldbeker
Eindklasseringen
| Seizoen   | Algm | AD  | SG  | SC  |
| --------- | ---- | --- | --- | --- |
| 2011/2012 | 118e | 51e | -   | 35e |
| 2012/2013 | 76e  | 30e | -   | 25e |
| 2013/2014 | 76e  | 34e | 35e | -   |
| 2014/2015 | 49e  | 45e | 15e | -   |
| 2015/2016 | 118e | 46e | 50e | -   |
| 2016/2017 | 93e  | 33e | 38e | -   |
| 2017/2018 | 38e  | 15e | 21e | -   |
| 2018/2019 | 56e  | 31e | 17e | -   |
| 2019/2020 | 101e | 37e | 44e | -   |